# 환상의 명반 해방동맹
환상의 명반 해방동맹(幻の名盤解放同盟, まぼろしのめいばんかいほうどうめい)은 82년부터 활동한 동인집단으로 네모토 다카시가 리더 역할을 맡고있다. 절판된 LP 음반들을 복각하는 것이 설립목적이다.
일본 쇼와시대 가요쿄쿠 붐과 뽕짝 붐을 홍보하거나 절판된 음반에 대해 여러 리뷰어가 동시에 평가를 한다. 그런가 하면 여행 가이드북을 쓰는 등 영역을 넘나들며 활동하고 있다.

## 개요
중고 음반을 모으던 만화가 네모토 다카시와 음악 평론가인 湯浅学, 디자이너인 船橋英雄 세 명이 82년 봄에 절판수평사(廃盤水平社)라는 이름으로 결성했다. 슬로건은 "모든 음반은 턴테이블 위에서 평등하게 플레이되어 자신을 표현할 권리를 가진다"로 일반론, 도덕, 윤리등에 얽매이지 말고 인간의 생기를 담은 노래를 저변에서부터 모아내어 좋은 표정, 좋은 노래를 해방시키자라는 생각으로 만들어졌다. "평등하게 듣는 귀를 갖자. 음악에 귀천은 없다. 동정도 동조도 필요없다."
상업적 성공과는 거리가 멀어 절판의 길로 들어간 개성넘치는 일본 가요를 소개, 복각해왔다. 종종 과잉에 가까운 정보를 넣는다거나 湯浅学의 충실한 해석이 담긴 라이너 노트가 들어있는 것이 그 복각의 특징이다.
P-VINE 레이블에서 "환상의 명반 해방동맹"의 이름을 걸고 컴필레이션 음반 시리즈를 만든 이후 EMI 뮤직 재팬, 테이치쿠, JVC 켄우드 빅터 엔터테인먼트 등의 레이블별로 대형 레이블까지 넘나들며 만들었다. 이 시리즈 중에는 5000장 이상 팔린 음반도 있어서 절판 편집음반으로는 유례없이 많이 팔렸다는 평을 받았다
1987년 한국여행기 "딥 코리아"를 동맹 명의로 발표했고 이후 출판사를 바꿔가면서 계속 증보출간하여 최신판은 600페이지를 넘는 두꺼운 책이 되었다. 한국의 민주화 이전에 보여지던 일상의 사소하고 생생한 것들을 웃어보자 대한민국이라는 컨셉트로 다룬 책이다. 青山正明는 속죄의식이 담겨있거나 경직된 일본의 한국관이 드러난 책들이 가득한 일본에 숨통을 틔워준 책이라며 높게 평가했다. 또 한국에서 한국에서 천박한 음악으로 인식되고 있는 뽕짝을 일본에 소개하여 이박사 붐을 만드는데 일조하기도 했다.
해방동맹이라는 명칭은 부락해방동맹에서 그 이름을 쓰지 말라며 CD 출시를 방해받은 적도 있고 미디어에서도 명칭은 잘 언급되지 않아서인지 그들이 해낸 일들에 비해 세간에는 별로 알려지지 않은 언더그라운드적 존재이기도 하다.

## 책
- 딥 코리아 『ディープ・コリア 観光鯨狩りガイド』 - ナユタ出版会, 1987년
  - 정본 딥 코리아 『定本 ディープ・コリア 韓国旅行記』 - 青林堂, 1994년
  - 호화정본 딥 코리아 『豪定本 ザ・ディープ・コリア』 - ブルース・インターアクションズ, 2002년
  - 원조 딥 코리아 『元祖 ディープ・コリア 本家観光鯨狩りガイド』 - K&Bパブリッシャーズ, 2013년
- 딥 가요『ディープ歌謡 The dark side of Japanese pops』 - ペヨトル工房, 1993년
- 밤, 인과자의 밤『夜、因果者の夜』 - ペヨトル工房, 1997년
- 파리의 하늘아래 사람들은 흘러간다 『バリの空の下、人は流れる』 - 水声社, 2000년
- 환상의 명반 백과전서 『幻の名盤百科全書』 - 水声社, 2001년
- 색기의 딥 도쿄 『お色気ディープ東京』 - ブルース・インターアクションズ, 2002년

## 음반
- 幻の名盤解放歌集 : 일본 아마존 링크

## 관련인
- 네모토 다카시, 湯浅学, 船橋英雄, 山田花子, 村崎百郎
- 石野卓球, 藤本卓也, 노사카 아키유키, 카츠 신타로, 쿠시다 아키라, 이박사, 川西杏, 横山剣